# Thulin Typ H
Thulin H Kryssaren var ett svenskt flygplan framtaget som spanings- och bombflygplan till svenska arméns flygväsende.
Flygplanet konstruerades som ett stort biplan med en dragande propeller i flygkroppen och två motorgondoler mellan vingarna med skjutande propellrar bakom vingen. Huvuddelen av besättningen satt i mittkroppen medan en man satt framför motorn i vardera motorgondol. Flygplanet kunde förses med flottörer eller hjulställ. Första provflygningen gjordes den 17 augusti 1917 i Landskrona. Strax efter start slocknade den vänstra motorn och lite senare motor nummer två. Thulin valde då att landa bakom ön Ven, enbart med hjälp av mittmotorn. Thulin bad de andra två passagerarna, däribland förmannen Palle Mellblom, att inte berätta för någon om den misslyckade provflygningen. Den officiella provflygningen skedde några dagar senare, den 21 augusti, nu med totalt 5 personer ombord. Den 24 september skickades flygplanet med tåg till Alvesta för provflygning på sjön Salen. Detta misslyckades eftersom man inte räknat med att pontonerna låg mycket djupare i sötvatten än när man provat planet i saltvattnet utanför Landskrona. Planet skickades därför tillbaka till Thulinverken för omkonstruktion av flottörstället. (Källa: Palle Mellblom, förman på Thulinverken 1915-1919).  Eftersom arméns flygväsende önskade ett flygplan med hjulställ byggdes flygplanet om under vintern. Nils Kindberg som anställdes vid Thulins som provflygare genomförde provflygningen från isen på Lundåkrabukten utanför Landskrona 19-20 februari 1918. Som arméns övervakare tjänstgjorde Arvid Flory. Arméns krav för att godkänna flygplanet var: en uppnådd hastighet på 125 km/h med en stigning till 1 000 meter på 10 minuter samt en flygtid på 30 minuter utan landning. Den 19 februari provflög Kindberg maskinen för att bekanta sig och få in rätt teknik vid svängar och landningar. Dagen efter lastades flygplanet med sandsäckar som markerade last och Kindberg genomförde en 35 minuter lång flygning där även hastigheten uppmättes till 127 km/h mellan Landskrona och Barsebäck. Eftersom stigningen till 1 000 meter tog 12 minuter genomförde man ytterligare en start den dagen. Sandbarlasten lastades ur och Flory tog plats i den högra motorgondolen medan en mekaniker från Thulins satt i den vänstra, i flygkroppen fick dansken løjtnant J.B. Ussing vara passagerare bakom Kindberg. Efter start inledde man stigprovet som klarades av på 6½ minut.
Eftersom armén såg slutet av första världskriget hade man inte längre behov av flygplanet, utan man avbeställde samtliga exemplar. Thulin undersökte möjligheterna att bygga flygplanet för civil luftfart, men utbudet av begagnade flygplan med bättre prestanda från kriget medförde att även dessa planer fick läggas åt sidan.    